# Kokornak powojnikowy

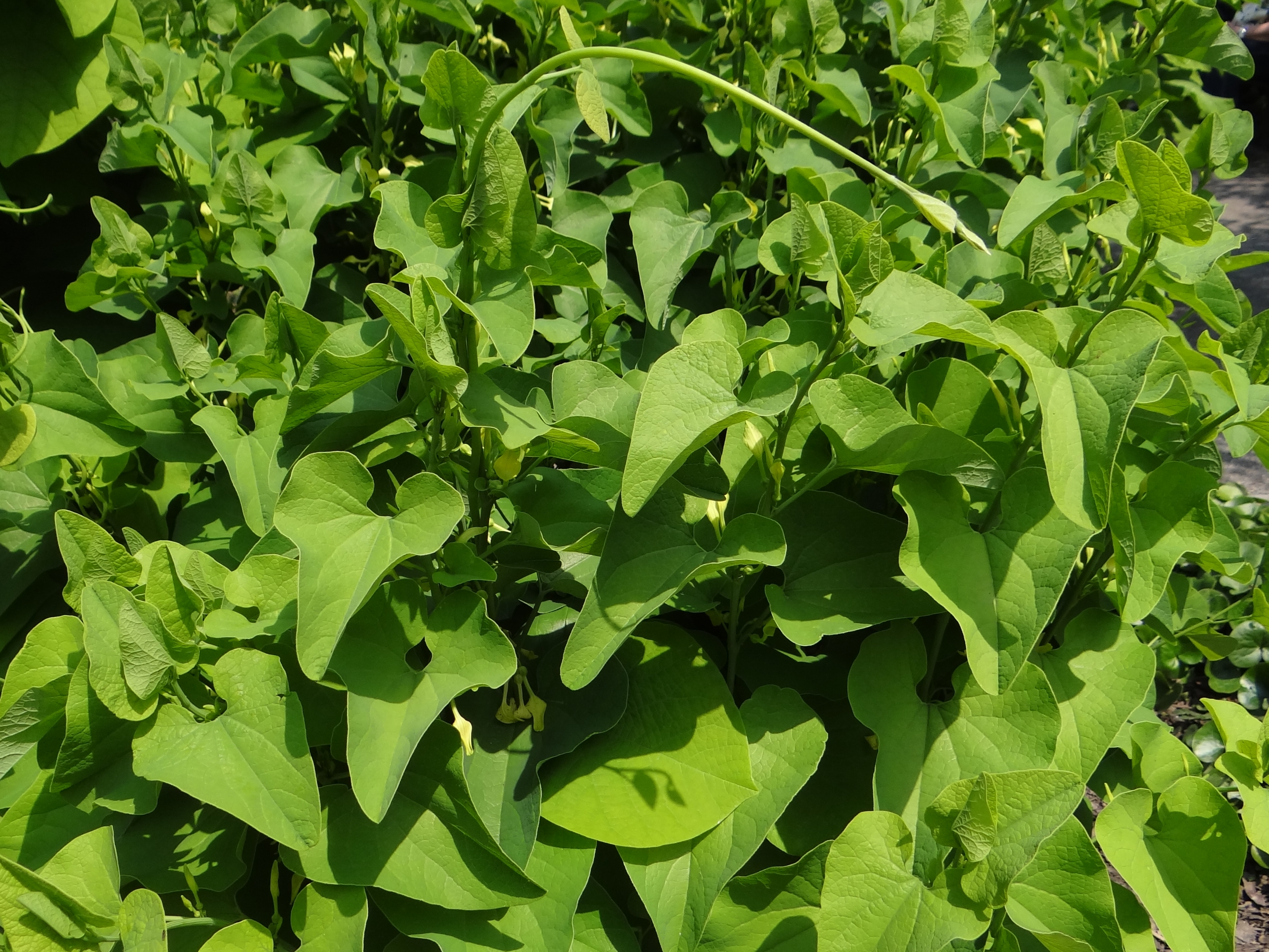
Pokrój

Kokornak powojnikowy, kokornak powojnikowaty (Aristolochia clematitis L.) – gatunek z rodziny kokornakowatych. Zasięg naturalny obejmuje środkową i południową Europę oraz rejon Kaukazu i Azji Mniejszej. Poza tym jest szeroko rozpowszechniony jako zdziczały z dawnych upraw. W polskiej florze gatunek ma status archeofita. Występuje w dolinach Odry i Wisły oraz w ich sąsiedztwie, poza tym w rozproszeniu. 

## Morfologia
Organy podziemneKłącze pełzające.
ŁodygaPojedyncza, wzniesiona i zwykle nieco wygięta lub wijąca się, naga i żółtozielona. Osiąga 30–60 (100) cm wysokości.
LiścieNaprzemianległe, jasnozielone i długoogonkowe. Okrągławe i jajowato-trójkątne z sercowatą nasadą, na szczycie tępe. Na brzegu blaszka liściowa drobnoząbkowana i dlatego szorstka.
KwiatyKwiaty pułapkowe, zebrane w pęki w kątach liści. Korona jasnożółta, grzbiecista, rurkowata, rozdęta u nasady, rozszerzona lejkowato w górnej części, jednowargowa, o długości dwóch centymetrów. Słupek pojedynczy z krótką szyjką. W rozdęciu korony produkowany jest nektar. Prowadzi do niego zwężona rurka korony, pokryta wewnątrz sztywnymi włoskami, skierowanymi ukośnie do wnętrza. Owady łatwo dostają się do wnętrza, a nie mogąc się wydostać zapylają słupek pyłkiem przyniesionym z zewnątrz, a następnie zostają obsypane pyłkiem kwiatu. Wtedy włoski w rurce korony więdną i owad może się wydostać na zewnątrz. Znamię słupka jest sześciodzielne, poniżej znajduje się sześć pręcików zrośniętych z sobą i szyjką słupka.
OwocZwisająca torebka, wewnątrz sześciokomorowa.

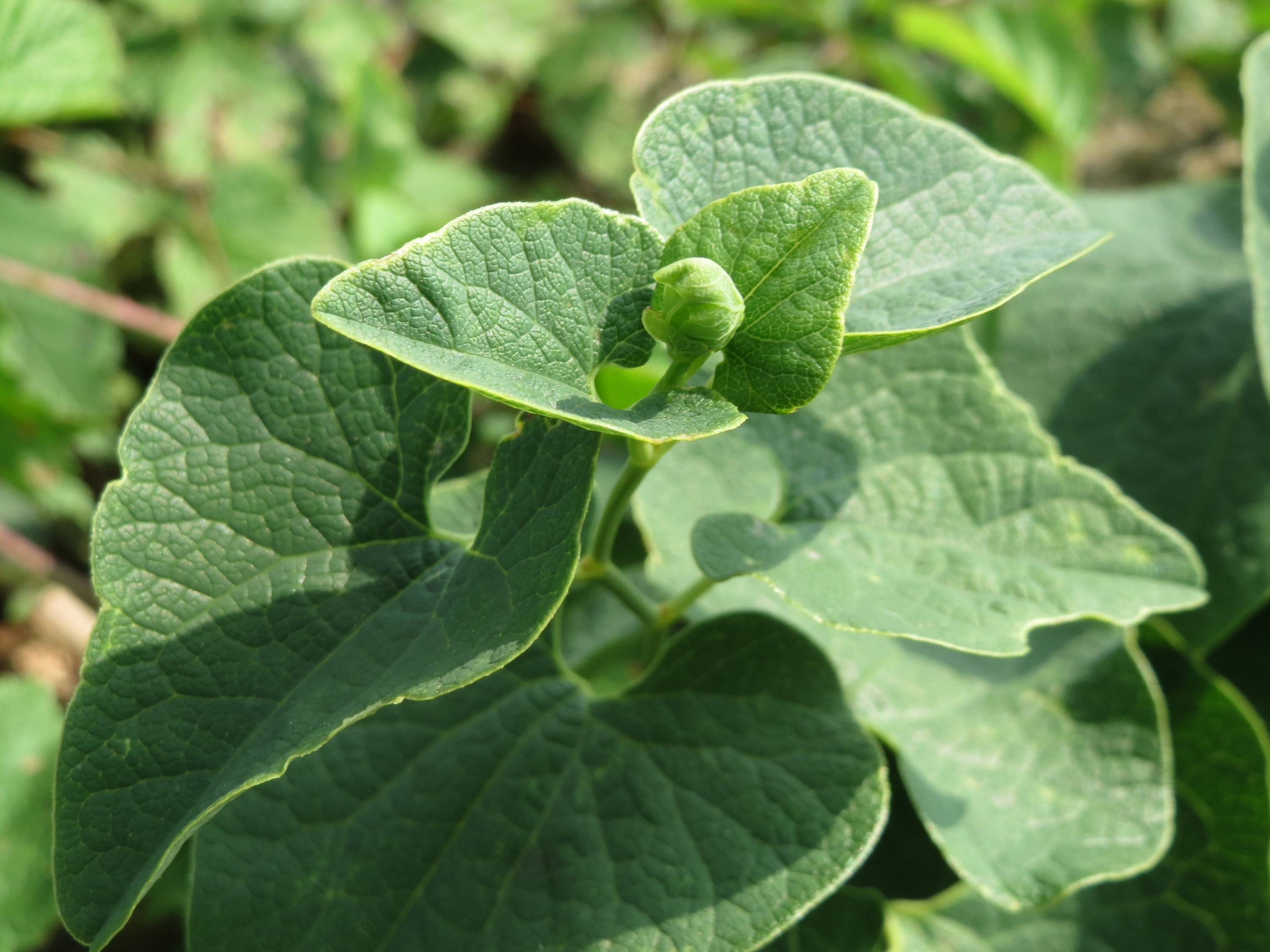
Liście
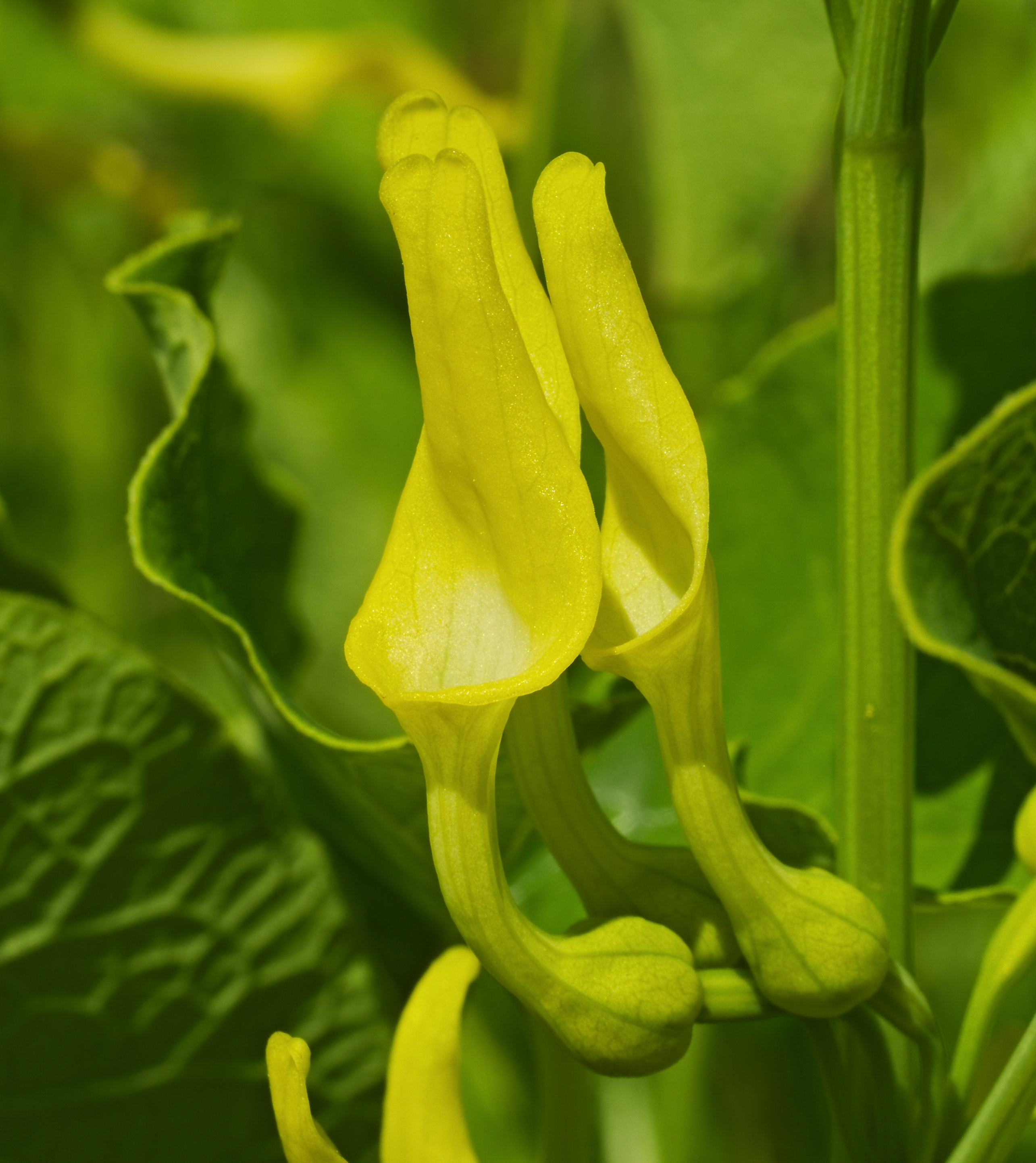
Kwiaty
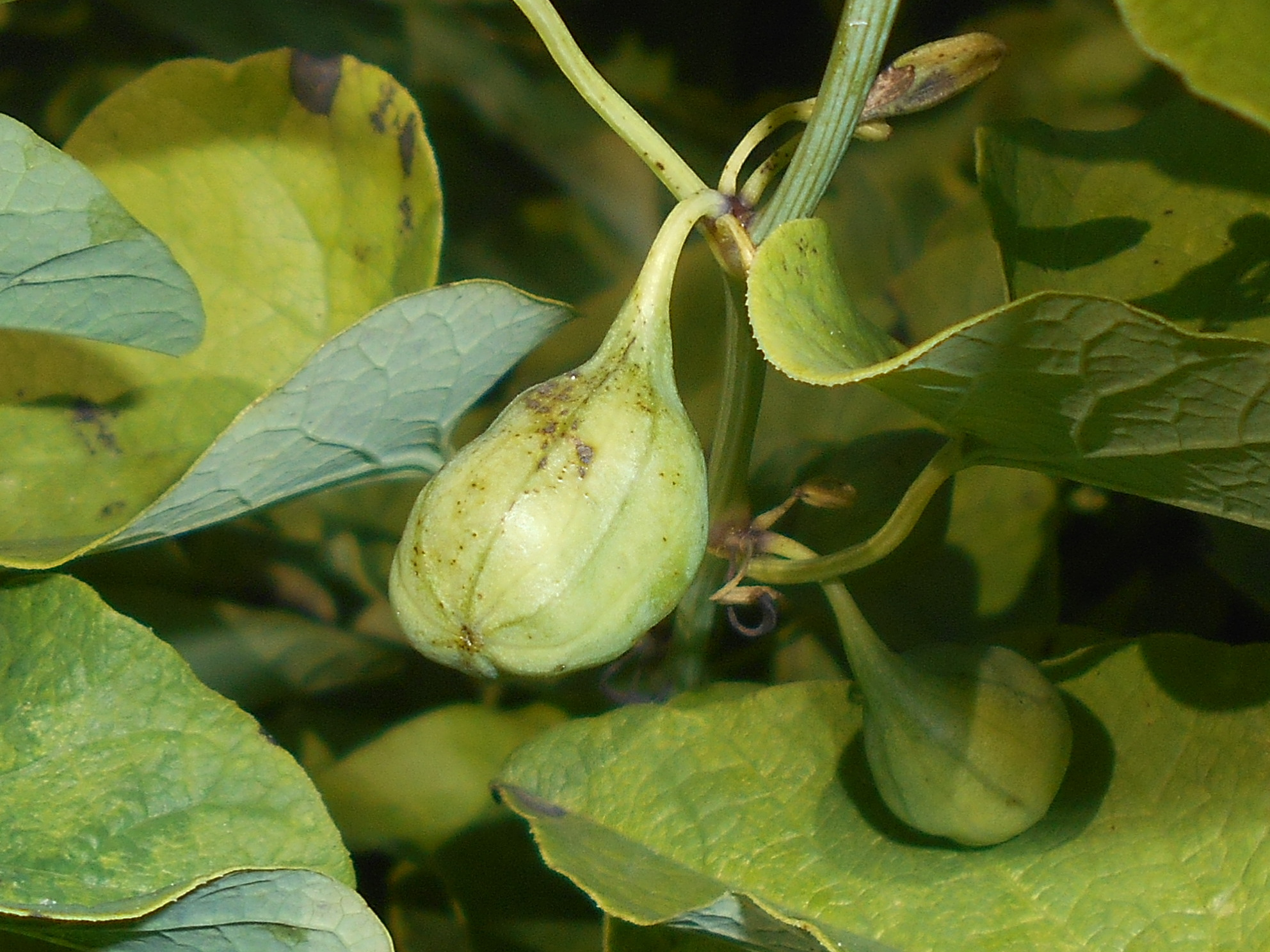
Owoc
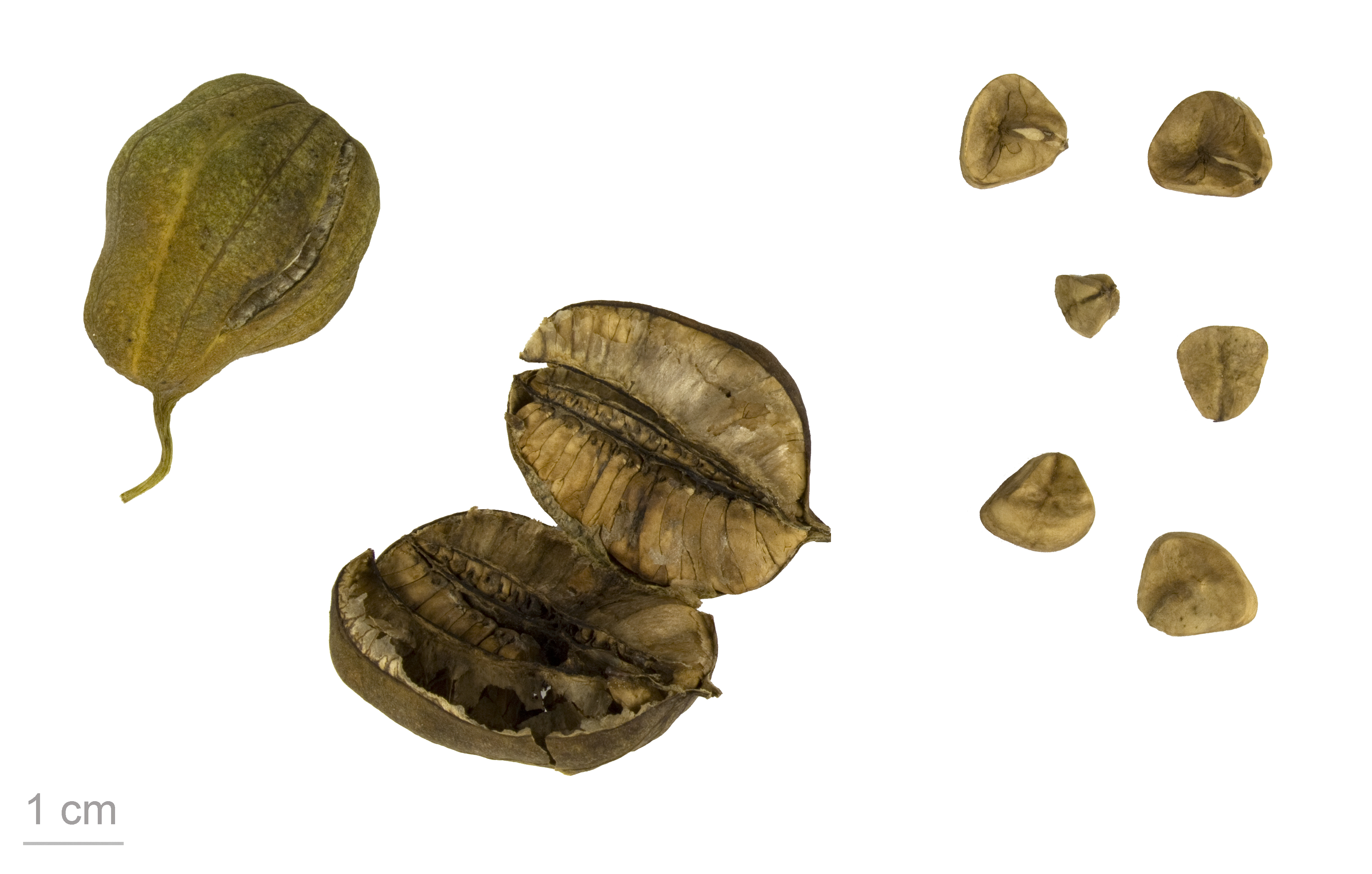
Owoce i nasiona

## Biologia i ekologia
RozwójBylina. Kwitnienie w miesiącach od maja do lipca. Rośnie w miejscach nasłonecznionych, w widnych zaroślach, na przydrożach i przypłociach, na brzegach rzek, pojawia się też jako chwast w ogrodach. 2n = 26.
Cechy fitochemiczneCała roślina (ziele i kłącze) zawiera olejek eteryczny składający się m.in. z pinenu, kadinenu i borneolu, alkaloid magnoflorynę, kwas arystolochiowy, saponiny trójpertynowe, flawonoidy. W nasionach znajduje się alkaloid arystolochina. Roślina ma nieprzyjemny smak i zapach (określany też jako wstrętny) dlatego zwykle nie jest spożywana przez zwierzęta roślinożerne. Po spożyciu wywołuje zatrucia, które u koni objawiały się obniżeniem temperatury, zaburzeniami równowagi i krążenia oraz depresją. Sporadyczne zatrucia notowane są po spożyciu ziela (zwłaszcza młodego) także w przypadku bydła i świń.
Podejrzewa się, że spożywanie produktów wytworzonych z mąki zanieczyszczonej kokornakiem powojnikowym powoduje wystąpienie tak zwanej nefropatii bałkańskiej u ludzi. Kwas arystolochiowy ma działanie karcynogenne, mutagenne i nefrotoksyczne i jest czynnikiem etiologicznym nefropatii kwasu arystolochiowego poprzednio określanej jako "nefropatia ziół chińskich", która po raz pierwszy została opisana u kobiet stosujących mieszanki ziół chińskich w celu redukcji masy ciała.

## Zastosowanie
- Roślina lecznicza. Surowcem zielarskim jest ziele Herba Aristolochiae clem i korzeń Radix Aristolochiae clem. Dawniej wykorzystywane były wewnętrznie przy leczeniu schorzeń układu naczyniowego, a zewnętrznie przy różnych chorobach skóry[10]. W średniowieczu roślina ta wykorzystywana była przez położne przy problemach związanych z porodem[11]. Należy jednak uważać, gdyż gatunek ten prawdopodobnie wywołuje niebezpieczne skutki uboczne, np. nefropatię[12].
- Roślina ozdobna (strefy mrozoodporności 5-9)[11]. Obecnie rzadko uprawiana.